# Chipmunk (rapper)
 For alternative betydninger, se Chipmunk. (Se også artikler, som begynder med Chipmunk)
Jahmaal Noel Fyffe (født 26. november 1990 i England), bedre kendt som Chipmunk, er en grimerapper fra Storbritannien.

## Diskografi
- League of my own (2008)